# Антесака
Антесака (англ. Antesaka), также Тесака (англ. Tesaka), — этническая группа на юго-востоке Мадагаскара. Мигрировали с запада острова. Ныне живут на юге города Фарафангана, а также на юго-восточном берегу острова.
Предками народа были африканцы, арабы и австронезийцы. Родственные с народом сакалава. На 2013 год численность народа составила 600 000 человек, то есть 5 % от общего населения Мадагаскара.
В культуре антесака существует табу на сбор риса мужчинами, считается, что это обязанность женщин. Кроме того, в народе приняты сложные поминальные обряды. В домах есть два выхода, один из которых используется для вынесения умерших из дома.
Народ занимается сельским хозяйством и культивирует кофе, бананы и рис. Представители народа живущие на побережье занимаются рыболовством.
Община антесака была основана принцем сакалава по имени Андриаманадреси, изгнанным из региона Mенабе. В начале XVIII века община составила одно из четырёх крупнейших государственных образований доколониального Мадагаскара.
Антесака говорят на диалекте малагасийского языка.

## История
Королевский род Зарабехава из народа сакалава мигрировал на восток между 1620 и 1650 годами. Вероятно именно от них в 1650-х произошли антесака. Согласно устной истории, легендарного основателя народа звали Андриамандреси. Он родился в деревне Циарепиоки в коммуне Махабо. Став королём, он сменил имя на Андриамандресиариву.
Согласно легенде, Андриамандресиариву был жестоким, высокомерным и упрямым правителем, потому народ начал поддерживать его младшего брата. Тогда король попытался силой захватить рисовое поле своего дяди, что сильно возмутило его мать. Тогда она изгнала его, и Андриамандреси отправился на восток в сопровождении воинов и слуг.
История государства антесака полна родовых распрей. Часто наследование трона сопровождалось убийствами. Особенно жестоким считается король Ратонгалаза, убивший всех своих братьев.
В начале XVIII века народ сформировал одно из четырёх крупнейших государственных образований на Мадагаскаре. Последний правитель антесака, внук Ратонгалазы по имени Ленгоабо, расширил территорию государства до наибольших размеров. Затем, в XIX веке, в государство антесака вторглась армия мерина, образовавшего государство Имерина на центральном плато острова Мадагаскар.
Захваченные мужчины антесака во время имеринской экспансии между 1820 и 1853 годами обычно убивались, а женщины и дети отправлялись в Имерину в качестве рабов.
В 1895 году Мадагаскар был завоёван Францией. В 1904—1905 годах различные этнические группы юга Мадагаскара устроили безуспешное восстание против Французского колониального правительства Мадагаскара, однако антесака отказались участвовать.

## Культура

### Фади
Жизнь в браке регулировалась некоторыми ограничениями, фади (табу). Среди прочего, под табу у антесака были близнецы. Их убивали сразу после рождения или оставляли в лесу умирать. Сейчас данная традиция находится под запретом, однако в некоторых общинах до сих пор принято хоронить близнецов отдельно от семьи.

### Жилища
Дома в деревнях антесака однокомнатные, прямоугольные. Сделаны из местного растительного материала.
В домах два выхода. Один из них находится на восточной стороне и используется для выноса трупов из помещения.

### Похороны
Тела умерших выносят из отдельного выхода на восточной стороне дома. 
Трупы сушатся два-три года, а затем переносятся в специальное сооружение под названием кибори. Здание находится в священном лесу, ала-фади. Перед переносом тела в лес, в деревне проводится ритуал транондонаки. Тело выносится в сопровождении женщин, которые вместе, по команде, начинают плакать и танцевать. Мужчины же собираются в доме вождя, а затем выходят по очереди и при помощи специального масла прикрепляют к телу умершего деньги. До того как труп перенесётся в кибори, дети играют на барабанах. Мужчины переносят умершего в священный лес, где произносят последние слова.